# IC 4245
IC 4245 — галактика типу Sa (спіральна галактика) у сузір'ї Гідра.
Цей об'єкт міститься в оригінальній редакції індексного каталогу.